# 坎寧安 (密蘇里州沙里頓縣)
坎寧安（英語：Cunningham）是位於美國密蘇里州沙里頓縣的非建制地區。

## 歷史
坎寧安的郵局於1871年設立，其後於1910年停運。

## 地理
坎寧安所處的海拔為高於海平面208米（即682英呎），而該地所採用的時區為UTC-6，即北美中部時區（CST）。同時該地設有夏令時間，為UTC-6調快一小時，即UTC-5（CDT）。